# رندولف (آریزونا)
رندولف (به انگلیسی: Randolph) یک منطقهٔ مسکونی در ایالات متحده آمریکا است که در آریزونا واقع شده‌است. رندولف ۴۳۹ متر بالاتر از سطح دریا واقع شده‌است.